# Petr Mrázek
Petr Mrázek (né le 14 février 1992 à Ostrava en Tchécoslovaquie) est un gardien de but professionnel tchèque de hockey sur glace. Il s'est fait remarquer avec l'équipe de République tchèque junior lors du championnat du monde junior 2012 ou il remporta le titre de meilleur gardien du tournoi.

## Biographie

### En club
Formé aux clubs juniors du HC Vítkovice dans son pays natal, la République tchèque. En 2009, il commence sa carrière dans la LHO avec les 67 d'Ottawa et remporte le trophée F.-W.-« Dinty »-Moore à la fin de cette année. En 2010, il fut repêcher par les deux grandes ligue de hockey sur glace dans le monde, il est repêché 141e par les Red Wings de Détroit pour la Ligue nationale de hockey et est repêché 188e par le HK Boudivelnyk Kiev, une équipe de la
Ligue continentale de hockey qui n'existe toujours pas en 2012. Lors de ça deuxième saison, il joua 52 des 68 matchs jouer par son équipe, ce qui laissa peut de match aux autres gardiens de l'équipe, Shayne Campbell avec 15 et Chris Perugini avec 3.
Le 4 avril 2011, il signe un contrat amateur avec les Griffins de Grand Rapids, club-école de l'équipe qui l'a repêché, les Red Wings de Détroit. Le 19 octobre 2011, il signe son contrat d'entrée dans la LNH.
Le 7 février 2013, il joue son premier match dans la LNH face aux Blues de Saint-Louis. Les Red Wings remportent la partie et il devient le deuxième gardien dans l'histoire du hockey sur glace à avoir gagné son premier match dans les trois ligues (LNH, LAH et ECHL) en une saison. Il remporte la Coupe Calder 2013 avec les Griffins de Grand Rapids. Il s'entend avec les Red Wings sur un nouveau contrat d'un an, le 1er juillet 2014.
Durant la saison 2015-2016, il devint le gardien partant des Red Wings. L'équipe a malheureusement perdu en première ronde lors des séries éliminatoires 2016. Entre-temps, le 2 mars 2016, la LNH annonce qu'il a été choisi par la République tchèque pour la Coupe du monde 2016. Le 27 juillet 2016, il signe un nouveau contrat de deux ans à 4 millions par saison avec les Red Wings afin d'éviter l'arbitrage salarial.

### En équipe nationale
La première fois qu'il fut appelé à représenter la République tchèque, ce fut lors du championnat du monde moins de 18 ans de 2009, cependant, il ne joua aucun match lors de cette compétition. Il représente la République tchèque pendant le championnat du monde junior 2012 où il s'illustre devant les buts de son équipe. Il réussit même à éliminer les américains lors de la ronde préliminaire. À la fin du tournoi il est même nommé meilleur gardien du tournoi. Plus tard dans l'année, il fut appelé à participer au championnat du monde de hockey sur glace 2012 qui se déroulait à Helsinki et Stockholm, il y joua un match, sans y accorder un seul but.

## Statistiques
Pour la signification des abréviations, voir statistiques du hockey sur glace.

### En club
| Saison     | Équipe                    | Ligue      |     | Saison régulière | Saison régulière | Saison régulière | Saison régulière | Saison régulière | Saison régulière | Saison régulière | Saison régulière | Saison régulière | Saison régulière |    | Séries éliminatoires | Séries éliminatoires | Séries éliminatoires | Séries éliminatoires | Séries éliminatoires | Séries éliminatoires | Séries éliminatoires | Séries éliminatoires | Séries éliminatoires |
| Saison     | Équipe                    | Ligue      | PJ  | V                | D                | Pr/N             | Min              | BC               | Moy              | % Arr            | Bl               | Pun              | PJ               | V  | D                    | Min                  | BC                   | Moy                  | % Arr                | Bl                   | Pun                  |                      |                      |
| 2009-2010  | 67 d'Ottawa               | LHO        | 30  | 12               | 9                | 1                | 1 562            | 78               | 3                | 90,5             | 3                | 0                | 8                | 4  | 4                    | 451                  | 18                   | 2,39                 |                      | 0                    | 0                    |                      |                      |
| 2010-2011  | 67's d'Ottawa             | LHO        | 52  | 32               | 15               | 3                | 3 089            | 146              | 2,84             | 92               | 4                | 2                | 4                | 0  | 3                    | 224                  | 21                   | 5,63                 | 86,8                 | 0                    | 0                    |                      |                      |
| 2011-2012  | 67's d'Ottawa             | LHO        | 50  | 30               | 13               | 6                | 3 016            | 143              | 2,84             | 91,7             | 3                | 2                | 17               | 9  | 8                    | 1 065                | 46                   | 2,59                 | 92,6                 | 0                    | 0                    |                      |                      |
| 2012-2013  | Walleye de Toledo         | ECHL       | 3   | 2                | 1                | 0                | 179              | 6                | 2,02             | 94,4             | 0                | 0                | -                | -  | -                    | -                    | -                    | -                    | -                    | -                    | -                    |                      |                      |
| 2012-2013  | Griffins de Grand Rapids  | LAH        | 42  | 23               | 16               | 2                | 2 498            | 97               | 2,33             | 91,6             | 1                | 17               | 24               | 9  | 4                    | 1 431                | 55                   | 2,31                 | 91,6                 | 4                    | 2                    |                      |                      |
| 2012-2013  | Red Wings de Détroit      | LNH        | 2   | 1                | 1                | 0                | 119              | 4                | 2,02             | 92,2             | 0                | 0                | -                | -  | -                    | -                    | -                    | -                    | -                    | -                    | -                    |                      |                      |
| 2013-2014  | Griffins de Grand Rapids  | LAH        | 32  | 22               | 9                | 1                | 1 830            | 64               | 2,1              | 92,4             | 3                | 2                | 10               | 5  | 5                    | 600                  | 28                   | 2,8                  | 91,1                 | 0                    | 0                    |                      |                      |
| 2013-2014  | Red Wings de Détroit      | LNH        | 9   | 2                | 4                | 0                | 449              | 13               | 1,74             | 92,7             | 2                | 0                | -                | -  | -                    | -                    | -                    | -                    | -                    | -                    | -                    |                      |                      |
| 2014-2015  | Griffins de Grand Rapids  | LAH        | 13  | 9                | 2                | 1                | 757              | 26               | 2,06             | 92,7             | 3                | 6                | -                | -  | -                    | -                    | -                    | -                    | -                    | -                    | -                    |                      |                      |
| 2014-2015  | Red Wings de Détroit      | LNH        | 29  | 16               | 9                | 2                | 1 585            | 63               | 2,38             | 91,8             | 3                | 0                | 7                | 3  | 4                    | 398                  | 14                   | 2,11                 | 92,5                 | 2                    | 0                    |                      |                      |
| 2015-2016  | Red Wings de Détroit      | LNH        | 54  | 27               | 16               | 3                | 2 942            | 115              | 2,33             | 92,1             | 4                | 2                | 3                | 1  | 2                    | 177                  | 4                    | 1,35                 | 94,5                 | 1                    | 0                    |                      |                      |
| 2016-2017  | Red Wings de Détroit      | LNH        | 50  | 18               | 21               | 9                | 2 873            | 145              | 3,74             | 90,1             | 1                | 2                | -                | -  | -                    | -                    | -                    | -                    | -                    | -                    | -                    |                      |                      |
| 2017-2018  | Flyers de Philadelphie    | LNH        | 17  | 6                | 6                | 3                | 914              | 49               | 3,22             | 89,1             | 1                | 0                | 1                | 0  | 0                    | 31                   | 2                    | 3,87                 | 85,7                 | 0                    | 0                    |                      |                      |
| 2018-2019  | Hurricanes de la Caroline | LNH        | 40  | 23               | 14               | 3                | 2 387            | 95               | 2,39             | 91,4             | 4                | 6                | 11               | 5  | 5                    | 660                  | 30                   | 2,73                 | 89,4                 | 2                    | 0                    |                      |                      |
| 2019-2020  | Hurricanes de la Caroline | LNH        | 40  | 21               | 16               | 2                | 2 321            | 104              | 2,69             | 90,5             | 3                | 4                | 5                | 2  | 2                    | 317                  | 11                   | 2,08                 | 92,9                 | 0                    | 0                    |                      |                      |
| 2020-2021  | Hurricanes de la Caroline | LNH        | 12  | 6                | 2                | 3                | 671              | 23               | 2,06             | 92,3             | 3                | 0                | 2                | 1  | 1                    | 123                  | 8                    | 3,90                 | 87,3                 | 0                    | 0                    |                      |                      |
| 2020-2021  | Wolves de Chicago         | LAH        | 1   | 0                | 0                | 60               | 2                | 2,00             | 95,6             | 0                | 0                | -                | -                | -  | -                    | -                    | -                    | -                    | -                    | -                    |                      |                      |                      |
| 2021-2022  | Maple Leafs de Toronto    | LNH        | 20  | 12               | 6                | 0                | 1 042            | 58               | 3,34             | 88,8             | 0                | 0                | -                | -  | -                    | -                    | -                    | -                    | -                    | -                    | -                    |                      |                      |
| 2021-2022  | Marlies de Toronto        | LAH        | 1   | 0                | 1                | 0                | 60               | 4                | 4,03             | 84,6             | 0                | 0                | -                | -  | -                    | -                    | -                    | -                    | -                    | -                    | -                    |                      |                      |
| 2022-2023  | Blackhawks de Chicago     | LNH        | 39  | 10               | 22               | 3                | 2 165            | 132              | 3,66             | 89,4             | 0                | 4                | -                | -  | -                    | -                    | -                    | -                    | -                    | -                    | -                    |                      |                      |
| 2023-2024  | Blackhawks de Chicago     | LNH        | 56  | 18               | 31               | 4                | 3 153            | 159              | 3,03             | 90,8             | 1                | 14               | -                | -  | -                    | -                    | -                    | -                    | -                    | -                    | -                    |                      |                      |
| Totaux LNH | Totaux LNH                | Totaux LNH | 390 | 168              | 155              | 38               | 21 806           | 1 017            | 2,80             | 90,7             | 25               | 32               | 29               | 12 | 15                   | 1 706                | 69                   | 2,43                 | 91,1                 | 5                    | 0                    |                      |                      |

### En équipe nationale
| Année | Équipe                 | Évènement                            |   | PJ   | GAA   | SV%                |  | Résultat |
| 2009  | République tchèque U18 | Championnat du monde moins de 18 ans | 0 | -    | -     | 6e place           |  |          |
| 2012  | République tchèque U20 | Championnat du monde junior          | 7 | 2,49 | 92,8  | 5e place           |  |          |
| 2012  | République tchèque     | Championnat du monde                 | 1 | 0    | 100,0 | Médaille de bronze |  |          |
| 2016  | République tchèque     | Coupe du monde                       | 2 | 2,98 | 92,5  | 6e place           |  |          |
| 2017  | Tchéquie               | Championnat du monde                 | 4 | 2,47 | 88,1  | 7e place           |  |          |
| 2024  | Tchéquie               | Championnat du monde                 | 2 | 1,50 | 90,6  | Médaille d'Or      |  |          |

## Trophées et honneurs personnels

### Ligue de hockey de l'Ontario
- 2009-2010 : remporte le trophée F.-W.-« Dinty »-Moore.

### Championnat du monde junior
- 2012 : nommé meilleur gardien de but.
- 2012 : nommé dans l'équipe type des médias.